# ノンママ白書
『ノンママ白書』（ノンママはくしょ）は、2016年8月13日から 9月24日まで 東海テレビ制作・フジテレビ系『オトナの土ドラ』枠で毎週土曜日23時40分 - 翌0時35分に放送された日本のテレビドラマ。主演は鈴木保奈美。

## キャスト
- 土井玲子〈49〉 - 鈴木保奈美
- 大野愛美〈49〉 - 菊池桃子
- 葉山佳代子〈50〉 - 渡辺真起子
- 塚本梨々花〈26〉 - 南沢奈央
- 小中荘太〈28〉 - 濵田崇裕（ジャニーズWEST）
- 山田月〈22〉 - 堀田茜
- 佐竹誠〈30〉 - 三浦祐太朗
- 吉沢達夫〈45〉 - 坂本充広
- 三上賢二〈35〉 - 増田修一朗
- 霧島研一 - 柳葉敏郎（特別出演）
- 佐藤幸太郎 - 近藤芳正
- 木村良平〈58〉 - 佐戸井けん太
- 野村佳奈〈34〉 - 内山理名
- 本城司〈50〉 - 高橋克典
- その他 - 熊倉一美、松尾淳一郎、鎌田将司、西山聖了、池田祥一、甲斐輝、野々山郁也、内田優樹、瀬戸恭、圷真樹、森伸示、大藤由佳、わたひきあやこ

## スタッフ
- 脚本 - 伴一彦
- 連動書籍（原案） - 香山リカ『ノンママという生き方〜子のない女はダメですか?〜』（幻冬舎）
- 音楽 - 白石めぐみ
- 主題歌 - Crystal Kay「Lovin' You」（ユニバーサルミュージック）
- 演出 - 佐藤祐市、松木創、紙谷楓
- 制作著作 - 共同テレビジョン
- 制作 - 東海テレビ

## 放送日程
| 各話   | 放送日  | サブタイトル               | ラテ欄                                           | 演出     |
| ------ | ------- | -------------------------- | ------------------------------------------------ | -------- |
| 第1話  | 8月13日 | 閉経したら、部長になった!? | アラフィフヒロインの恋… 閉経したら部長になった!? | 佐藤祐市 |
| 第2話  | 8月20日 | 逆パワハラ騒動でピンチ!    | 新米部長を襲う逆パワハラ騒動とその意外な結末     | 佐藤祐市 |
| 第3話  | 8月27日 | モンスターワーママ登場!?   | モンスターワーママ登場!? 50歳誕生日涙の理由      | 松木創   |
| 第4話  | 9月03日 | 突然のキス… ざわつく恋心   | 突然のキス… ざわつく恋心動き出す50女の人生       | 佐藤祐市 |
| 第5話  | 9月10日 | アラフィフ女達の人生の岐路 | 別居・婚活・左遷… 50女達の人生の岐路             | 松木創   |
| 第6話  | 9月17日 | それってプロポーズ?        | それってプロポーズ? 俺と一緒に独立しないか       | 紙谷楓   |
| 最終話 | 9月24日 | 女たちの人生の選択         | 恋も仕事もスカッとする 50女達の人生の選択        | 佐藤祐市 |

## コラボCM
日本HPが筆頭スポンサーとなっており、第3話以後、当作品のキャラクター・野村佳奈をブローアップさせて、日本HPのパソコンとドラマのコラボレーション型コマーシャル（インフォマーシャル）を展開している。また、日本HP公式YouTubeチャンネルでは、日本HPの女性社員が、インフォマーシャルの野村が演じたのと同じ演技に挑戦したバージョンを配信した。